# Román labdarúgó-szövetség
A román labdarúgó-szövetség (románul: Federația Română de Fotbal, rövidítve FRF) Románia nemzeti labdarúgó-szövetsége. A szövetség szervezi a román labdarúgó-bajnokságot, valamint a román kupát. Működteti a román labdarúgó-válogatottat, valamint a román női labdarúgó-válogatottat. Székhelye Bukarestben található. Bizottságai közül a Játékvezetői bizottság felelős a játékvezetők utánpótlásáért, elméleti és fizikai (Cooper-teszt) felkészítéséért.

## Története
Romániában az első, labdarúgó csapatokat egységes szervezetbe tömörítő szövetség 1909-ben jött létre ASAR néven (Asociațiunea Societăților Atletice din România - Román Atlétikai Egyesületek Szövetsége). Az ASAR alapítói: Colentina CA és Olimpia SC (mindkettő bukaresti egyesület), valamint az United AC, Ploiești városából. Az első hazai bajnokságot „Cupa ASAR” néven írták ki 1909 decembere és 1910 januárja között. 1919. december 1-jétől a román labdarúgás vezető szerve a Labdarúgó-egyesületek Szövetsége (románul: Comisiunea de Football-Asociație) lett, amely közvetlenül alá volt rendelve az Egyesült Román Sportszövetségek szervezetének (románul: Uniunea Federațiilor Sportive din România). 1923-tól a szövetség megfigyelői státuszban csatlakozott a FIFA-hoz.
1930. február 13-án hívták életre a Román Labdarúgó-szövetséget, a független szervezetet a FIFA 1931-ben, a budapesti ülésén felvette a teljes jogi státusszal bíró tagjai sorába.

## Elnökök
| Elnökök és mandátumuk |             |
| Aurel Leucuția        | 1930 – 1933 |
| V. V. Tilea           | 1933 – 1936 |
| Gabriel Marinescu     | 1936 – 1940 |
| Niculae Lucescu       | 1944        |
| Ion Slătineanu        | 1944 – 1945 |
| Oreste Alexandrescu   | 1945        |
| Remus Alexandrescu    | 1945 – 1946 |
| Virgil Economu        | 1946 – 1947 |
| Emil Angheliu         | 1947 – 1948 |
| Anton Irimescu        | 1948 – 1950 |
| Dumitru Petrescu      | 1950 – 1957 |
| Ion Minei             | 1957 – 1958 |
| Corneliu Mănescu      | 1958 – 1960 |
| Alexandru Bîrlădeanu  | 1960 – 1962 |
| Ion Pintea            | 1962        |
| Miron Olteanu         | 1962 – 1963 |
| Gheorghe Popescu I    | 1963 – 1967 |
| Alexandru Bîrlădeanu  | 1967        |
| Adrian Dumitriu       | 1967 – 1969 |
| Ion Dumitrescu        | 1968        |
| Mircea Angelescu      | 1969 – 1975 |
| Traian Dudaș          | 1976 – 1978 |
| Anghel Paraschiv      | 1979 – 1980 |
| Andrei Rădulescu      | 1981 – 1983 |
| Ion Dumitrescu        | 1983 – 1986 |
| Mircea Angelescu      | 1986 – 1989 |
| Andrei Rădulescu      | 1989 – 1990 |
| Mircea Pascu          | 1990        |
| Mircea Sandu          | 1990 – 2014 |
| Răzvan Burleanu       | 2014 –      |